# Thomas Vermaelen
Thomas Vermaelen (phát âm tiếng Hà Lan: [ˈtoː.mɑs vər.ˈmaː.lə(n)]; (sinh ngày 14 tháng 11 năm 1985) là một cựu cầu thủ bóng đá người Bỉ. Hiện anh đang là trợ lý huấn luyện viên cho đội tuyển quốc gia Bỉ.
Vermaelen gia nhập học viện đào tạo trẻ của Ajax vào năm 2000 và giành được danh hiệu Eredivisie 2003-04 trong mùa giải đầu tiên của anh với câu lạc bộ. Anh từng có một khoảng thời gian được đem cho mượn ở Waalwijk trước khi trở lại Ajax và giành chức vô địch KNVB Cup và Johan Cruijff Shield. Sau sự ra đi của Klaas-Jan Huntelaar vào tháng 1 năm 2009, anh đã đảm nhận chiếc băng đội trưởng trong phần còn lại của mùa giải. Anh gia nhập Arsenal vào năm 2009 và có tên trong Đội hình tiêu biểu của Premier League ở mùa giải đó. Sau khi Robin van Persie chuyển đến Manchester United vào tháng 8 năm 2012, anh đã được chọn để trở thành đội trưởng của câu lạc bộ.
Là một người thuận chân trái nên anh thường chơi ở vị trí trung vệ bên trái và cũng có thể chơi tốt ở vị trí hậu vệ cánh trái. Phẩm chất quan trọng của anh bao gồm khả năng không chiến, kỹ năng lãnh đạo, và sự nhanh nhẹn của anh khi có bóng trong chân. Anh cũng nổi tiếng về khả năng ghi bàn trong vai trò một hậu vệ.

## Sự nghiệp câu lạc bộ

### Sự nghiệp ban đầu
Vermaelen thì khá nhỏ con so với một trung vệ điển hình, anh khởi đầu sự nghiệp ở quê nhà trong màu áo của Germinal Ekeren, câu lạc bộ sau đó đã đổi tên thành Germinal Beerschot sau một cuộc sáp nhập.

### Ajax
Vermaelen gia nhập học viện của câu lạc bộ Hà Lan, Ajax, vào năm 2000. Anh đã có trận đấu chuyên nghiệp đầu tiên vào ngày 15 tháng 2 năm 2004 trong chiến thắng 0-2 của Ajax trên sân khách trước FC Volendam. Tuy nhiên đó cũng là trận đấu duy nhất anh được góp mặt trong mùa giải mà Ajax đã giành chức vô địch ở Eredivisie. Anh được đem cho mượn ở RKC Waalwijk vào mùa giải 2004-05. Tại RKC, anh không được thường xuyên thi đấu cho đội I, nhưng cũng đã được góp mặt trong 13 trận và ghi được ba bàn thắng.

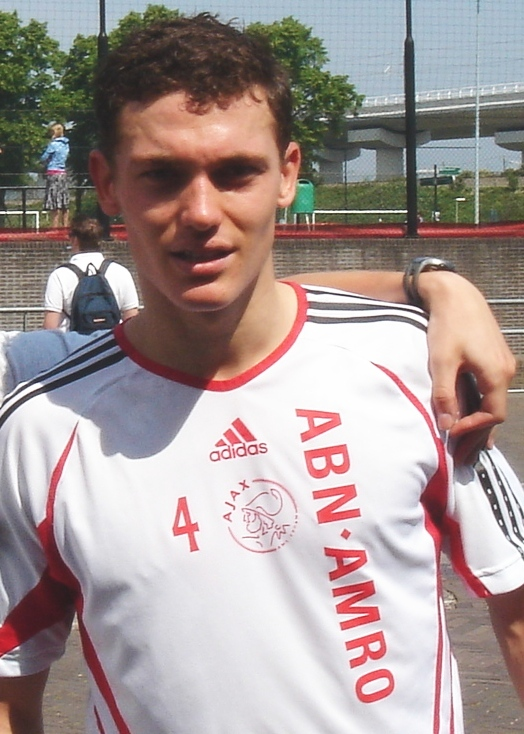
Vermaelen lúc còn ở Ajax từ năm 2000 đến năm 2009.

Bước đột phá của anh đã đến khi anh trở lại Ajax và giành được KNVB Cup. Những màn trình của anh ở mùa giải đó đã giúp anh được triệu tập vào đội tuyển bóng đá quốc gia Bỉ. Ajax đã giành được Johan Cruijff Shield và một KNVB Cup nữa vào mùa giải sau đó vào năm 2007, họ đã giành được Johan Cruijff Shield lần thứ hai liên tiếp. Anh đá cặp với người đồng đội cùng tốt nghiệp ở học viện John Heitinga và sau đó là Jan Vertonghen khi Heitinga chuyển đến Atlético Madrid ở Tây Ban Nha. Sau sự ra đi của Klaas-Jan Huntelaar vào giữa mùa giải, Vermaelen được đảm nhận chiếc băng đội trưởng của Ajax trong phần còn lại của mùa giải 2008-09 và chơi chủ yếu ở vị trí hậu vệ cánh trái.

### Arsenal

#### Mùa giải 2009–10
Vermaelen gia nhập Arsenal từ Ajax với mức phí chuyển nhượng ban đầu là 10 triệu € (tăng lên 12 triệu €) vào ngày 19 tháng 6 năm 2009, với bản hợp đồng có thời hạn bốn năm. Sau khi Kolo Touré bỏ lại chiếc áo số 5 để gia nhập Manchester City, Vermaelen, với William Gallas, trở thành bộ đôi trung vệ của Arsenal. Vermaelen có màn ra mắt ở Premier League vào ngày 15 tháng 8 năm 2009 trong chiến thắng 1–6 trên sân khách trước Everton, và ghi bàn ở phút thứ 37. Anh trở thành cầu thủ thứ 84 của Arsenal có được bàn thắng ngay trong trận ra mắt. Sau đó anh đã ghi được một cú đúp vào lưới Wigan Athletic trong chiến thắng 4-0.
Người hâm mộ Arsenal đã bình chọn anh là Cầu thủ xuất sắc nhất tháng trong hai tháng liên tiếp trên website Arsenal.com, và đặt cho anh biệt danh "Verminator". Tuy nhiên, anh đã ghi bàn phản lưới nhà trong cuộc tiếp đón Chelsea sau một đường căng ngang của Ashley Cole. Trận đấu kết thúc với chiến thắng 0–3 cho Chelsea tại Sân vận động Emirates.
Anh đã trở nên nổi tiếng trong vai trò một tay săn bàn ở hàng hậu vệ với bàn thắng ghi được từ một cú sút chân trái ngoạn mục ở cự ly gần 23 mét vào lưới Blackburn Rovers cùng nhiều bàn thắng bằng đầu cho Arsenal trong nửa đầu mùa giải 2009–10. Do những đóng góp của anh, anh đã được đề cử cho danh hiệu Vận động viên người Bỉ xuất sắc nhất trong năm và cũng có tên trong Đội hình tiêu biểu của mùa giải ở Premier League. Vermaelen kết thúc mùa giải với 45 trận đấu và tám bàn thắng ở tất các giải đấu.

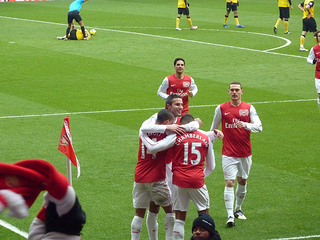
Vermaelen cùng đồng đội ăn mừng bàn thắng của Alex Oxlade-Chamberlain

#### Mùa giải 2010–11
Trong giai đoạn chuẩn bị trước mùa giải 2010-11, Vermaelen đeo băng đội trưởng Arsenal ở trận đấu tại Emirates Cup đối đầu với Milan do đội trưởng Cesc Fàbregas và các đội phó Manuel Almunia và Robin van Persie không có tên trong đội hình. Vermaelen đá chính trong cả ba trận đầu mùa giải của Arsenal trước khi bị dính chấn thương gót chân trong khi làm nhiệm vụ quốc gia ở đội tuyển Bỉ.
Chấn thương của anh đã không có tiến triển tốt và Arsène Wenger thông báo rằng vấn đề về gót chân sẽ buộc anh phải ngồi ngoài đến năm 2011. Vào ngày 17 tháng 3 năm 2011, Wenger xác nhận rằng Vermaelen sẽ phải bỏ lỡ phần còn lại của mùa giải do chấn thương dai dẳng, nhưng vào ngày 28 tháng 4, Vermaelen đã thi đấu trọn vẹn 90 phút lần đầu tiên sau tám tháng ở một trận đấu của đội dự bị đối đầu với Manchester United tại Old Trafford. Ngày 8 tháng 5, anh có tên trong đội hình 18 cầu thủ Arsenal hành quân đến Sân vận động Britannia của Stoke City; tuy nhiên Vermaelen đã không được ra sân, nhưng đến ngày 15 tháng 5, anh cuối cùng cũng đã trở lại trong trận thua 1-2 của Arsenal trước Aston Villa và thi đấu trọn vẹn 90 phút.

#### Mùa giải 2011–12
Sau cuộc chuyển nhượng của Cesc Fàbregas đến FC Barcelona vào tháng 8 năm 2011, Vermaelen được chọn làm đội phó của Arsenal, và Robin van Persie làm đội trưởng. Vào ngày 6 tháng 9 năm 2011, anh thực hiện ca phẫu thuật gót chân, điều này đã khiến Vermaelan phải ngồi ngoài trong vòng sáu tuần. Ngày 18 tháng 10 năm 2011, anh đã gia hạn hợp đồng với câu lạc bộ thêm bốn năm nữa. Anh đã trở lại trong cuộc chạm trán với Bolton Wanderers ở vòng bốn Football League Cup, và đeo băng đội trưởng trong chiến thắng 2–1 trên Sân vận động Emirates. Anh được cho rằng là đã bị dính chấn thương bắp chân ở phút thứ 84, nhưng để làm an lòng đội bóng, anh đã phát biểu trong buổi phỏng vấn sau trận đấu rằng đó chỉ là một pha chuột rút. Vào ngày 1 tháng 11, Vermaelen đá chính ở UEFA Champions League lần đầu tiên sau ba tháng trước đối thủ Olympique de Marseille và đã đóng một vai trò quan trọng trong việc giúp the Gunners giữ sạch lưới với trận hòa 0–0.
Vermaelen ghi bàn thắng thứ hai của Arsenal trong trận thắng 3–0 trước West Bromwich Albion vào ngày 5 tháng 11. Anh cũng góp mặt trong trận hòa 1–1 với Fulham vào ngày 26 tháng 11, ghi bàn phản lưới nhà ở phút 65 nhưng đã giành lại được một điểm cho Arsenal với bàn thắng cân bằng tỷ số ở phút 82. Ngày 3 tháng 12, Vermaelen ghi bàn thắng thứ hai của trận đấu trong chiến thắng 4-0 trước Wigan Athletic.
Vào ngày 12 tháng 3 năm 2012, Vermaelen ghi bàn thắng quyết định ở phút 95 trong cuộc đối đầu với Newcastle United. Anh đã chạy một mạch từ sân nhà và ghi bàn bằng một cú đá nửa nảy từ pha tạt bóng của Theo Walcott. Ở trận đấu tiếp theo, anh đánh đầu ghi bàn từ quả đá phạt góc của Robin van Persie, bàn thắng duy nhất trong chiến thắng 0–1 trước Everton tại Goodison Park. Ngày 16 tháng 4 năm 2012, anh ghi một bàn thắng bằng đầu từ đường kiến tạo của Tomáš Rosický vào lưới Wigan Athletic để rút ngắn tỷ số xuống còn 1–2 sau khi Wigan đã dẫn trước hai bàn ngay trên sân Emirates. Tuy nhiên, 1-2 là tỷ số cuối cùng của trận đấu. Huấn luyện viên Arsène Wenger đã gọi anh là một hòn đá tảng nơi hàng phòng ngự, cùng với người đồng đội mạnh mẽ Laurent Koscielny đã xây dựng được một hàng phòng ngự vững chắc cho Arsenal.

#### Mùa giải 2012–13
Tháng 8 năm 2012, Vermaelen được thông báo là đội trưởng mới của Arsenal, thay thế cho Robin van Persie, người đã chuyển đến Manchester United.
Vào ngày 11 tháng 12 năm 2012, Vermaelen đã sút hỏng quả penalty quyết định khiến Arsenal thất bại trong loạt sút luân trước đội bóng đang chơi ở League Two, Bradford City, ở League Cup, cú sút của anh đã bị dội cột dọc. Trước đó Vermaelen đã ghi bàn cân bằng tỷ số cho Arsenal trong thời gian chính thức của trận đấu. Vermaelen liên tục có những màn trình diễn nghèo nàn, đáng chú ý nhất là trong các trận đối đầu với Manchester City và Liverpool.
Màn trình diễn của anh đã buộc Arsène Wenger phải để anh ngồi ngoài trong trận đấu quan trọng ở Champions League trước đối thủ Bayern München tại Allianz Arena. Arsenal thắng 0–2, mặc dù điều đó là không đủ để giúp đội bóng lọt vào vòng đấu tiếp theo, nhưng họ là đội bóng đầu tiên đã ngăn được Bayern ghi bàn ở mùa giải đó, nhờ màn trình diễn xuất sắc của hàng phòng ngự và thủ môn dự bị Łukasz Fabiański. Per Mertesacker và Laurent Koscielny tiếp tục đá cặp tại trung tâm hàng phòng ngự ở các trận đấu tiếp theo, đến khi Mertesacker bị dính thẻ đỏ trong cuộc đối đầu với West Bromwich Albion tại The Hawthorns vào ngày 6 tháng 4 năm 2013 thì Vermaelen mới có cơ hội lấy lại vị trí trong đội hình. Arsenal đã bảo toàn được chiến thắng 1–2 trong trận đấu đó. Do án treo giò của Mertesacker, Vermaelen đã đá cặp cùng với Koscielny ở cuộc chạm trán với Norwich City vào ngày 13 tháng 4, Arsenal giành chiến thắng với tỷ số 3–1.

#### Mùa giải 2013–14
Vào ngày 17 tháng 5 năm 2014, Vermaelen đã giành được danh hiệu duy nhất của mình với Arsenal với tư cách là cầu thủ dự bị không được sử dụng trong chiến thắng 3–2 của đội trước Hull City trong trận Chung kết FA Cup 2014.

### Barcelona

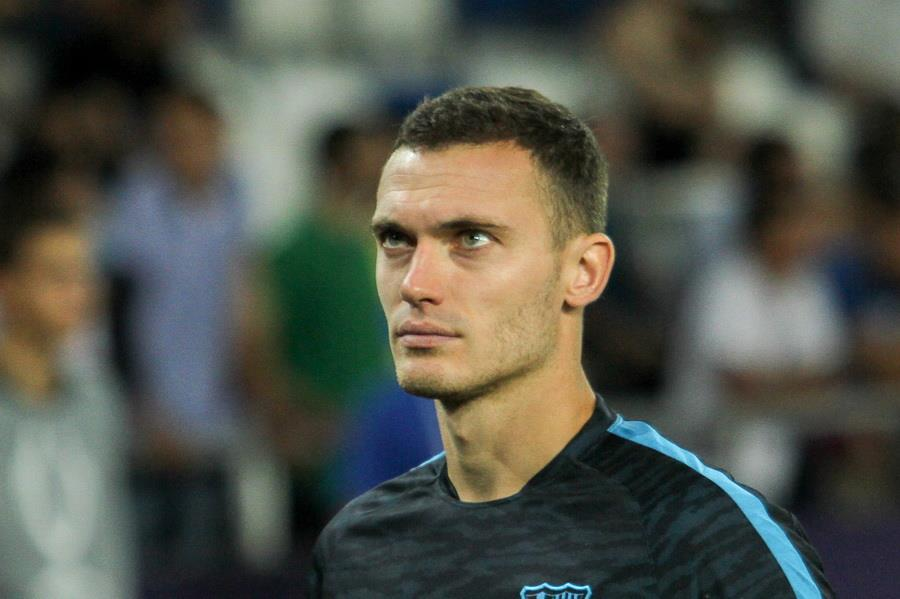
Vermaelen với Barcelona năm 2015.

Vào ngày 9 tháng 8 năm 2014, Arsenal đã chấp nhận lời đề nghị trị giá 15 triệu bảng từ Barcelona cho Vermaelen. Ngày hôm sau, anh hoàn thành việc chuyển đi sau khi ký hợp đồng 5 năm. Vermaelen dính chấn thương kể từ khi chuyển nhượng. Anh ấy được cho là đã sẵn sàng cho trận đấu của Barcelona với APOEL ở Champions League, nhưng đã bị loại khỏi đội. Anh ấy đã trải qua cuộc phẫu thuật vào ngày 2 tháng 12 năm 2014 vì chấn thương gân khoeo tái phát và dự kiến sẽ trở lại sau 4-6 tháng. Sau khi không được sử dụng thay thế trong chiến thắng 2–0 trước Real Sociedad hai tuần trước đó, Vermaelen bắt đầu ra mắt cho Barcelona vào ngày 23 tháng 5 năm 2015 trong trận đấu cuối cùng của mùa giải La Liga gặp Deportivo de La Coruña, nơi anh chơi trong 63 phút trước khi được thay thế cho Douglas trong trận hòa 2–2 tại Camp Nou.
Trong trận đấu thứ hai của mùa giải thứ hai vào ngày 29 tháng 8 năm 2015, Vermaelen ghi bàn thắng đầu tiên cho Barcelona, kết thúc từ một đường chuyền để giành chiến thắng trên sân nhà trước Málaga. Anh đã được HLV Luis Enrique khen ngợi sau đó. Vermaelen được tung vào sân thay Javier Mascherano ở phút 81 vào ngày 20 tháng 12 khi Barcelona giành chiến thắng trong trận Chung kết FIFA Club World Cup 2015 trước River Plate tại Nhật Bản.

#### Cho mượn tại Roma
Vào ngày 8 tháng 8 năm 2016, Roma cho Barcelona mượn Vermaelen theo bản hợp đồng có thời hạn một năm với tùy chọn mua thêm.  Vào ngày 18 tháng 8 năm 2016, Vermaelen có trận ra mắt câu lạc bộ thành Rome trong trận đấu play-off vòng loại UEFA Champions League với FC Porto và bị đuổi khỏi sân vì hai thẻ vàng chỉ sau 41 phút.
Trong thời gian khoác áo CLB, Vermaelen chỉ thi đấu 607 phút vì chấn thương và trở lại Barcelona vào cuối mùa giải.

#### Trở lại Barcelona
Vào ngày 26 tháng 11 năm 2017, Vermaelen được chọn đá chính trong trận hòa 1-1 của Barcelona với Valencia tại Sân vận động Mestalla, thay cho Gerard Piqué bị treo giò. Anh ấy đã giữ được vị trí của mình ở hàng thủ trung tâm trong bảy trong tám trận đấu tiếp theo, trước khi dính chấn thương, bao gồm cả chiến thắng 3–0 của Barça tại Sân vận động Santiago Bernabéu trước đối thủ Real Madrid.

### Vissel Kobe
Vào ngày 27 tháng 7 năm 2019, Vermaelen đã ký hợp đồng có thời hạn hai năm rưỡi với Vissel Kobe, đội bóng của J1 League. Tại câu lạc bộ, anh đã tái hợp với các đồng đội cũ của Barcelona là Andrés Iniesta và Sergi Samper, và đồng đội cũ của Arsenal là Lukas Podolski. Vào ngày 1 tháng 1 năm 2020, Vermaelen giành được danh hiệu đầu tiên ở Nhật Bản, bắt đầu từ chiến thắng 2–0 của Vissel Kobe trước Kashima Antlers trong trận chung kết Cúp Hoàng đế 2019.
Vào ngày 8 tháng 2 năm 2020, Vermaelen là một trong chín cầu thủ liên tiếp đá hỏng quả phạt đền trong loạt sút luân lưu ở Siêu cúp Nhật Bản; đồng đội của anh, Hotaru Yamaguchi cuối cùng đã giành chiến thắng trong trận đấu dành cho những người đoạt cúp với một quả phạt đền thành công. Vào ngày 15 tháng 5, anh ghi bàn thắng đầu tiên cho câu lạc bộ trong trận hòa 1-1 trước Cerezo Osaka.
Vào ngày 21 tháng 1 năm 2022, Hiệp hội bóng đá Hoàng gia Bỉ thông báo về việc nghỉ hưu của Vermaelen với tư cách là một cầu thủ, đồng thời nói thêm rằng anh sẽ tham gia đội tuyển quốc gia Bỉ với tư cách là trợ lý huấn luyện viên trước thềm FIFA World Cup 2022.

## Sự nghiệp quốc tế
Từng là thành viên của tuyển trẻ, Vermaelen đã góp mặt ở Giải vô địch bóng đá U19 và U21 châu Âu lần lượt vào các năm 2004 và 2007. Anh có màn ra mắt ở đội tuyển Bỉ lúc 20 tuổi trong trận đấu với Luxembourg vào tháng 3 năm 2006. Ngày 8 tháng 10 năm 2009, anh được thông báo là đội trưởng của đội tuyển Bỉ trước trận đấu gặp Thổ Nhĩ Kỳ và Estonia ở vòng loại World Cup 2010 nhưng cũng không thể giúp người Bỉ thoát khỏi vị trí thứ tư ở bảng đấu của họ. Anh được gọi trở lại đội tuyển vào ngày 14 tháng 11 trong trận đấu giao hữu trước Hungary và ghi bàn thắng đầu tiên của anh cho đất nước bằng một pha chạm bóng sau đường chuyền của Eden Hazard. Vermaelen được xem là một trong những hậu vệ người Bỉ xuất sắc nhất trong thế hệ của anh. Vermaelen mặc chiếc áo số 3 và có 43 lần khoác áo đội tuyển quốc gia. Anh thường xuyên đá cặp với Vincent Kompany, người có 55 trận thi đấu cho tuyển Bỉ.

## Thống kê sự nghiệp

### Câu lạc bộ
Tính đến 31 tháng 12 năm 2021.
| Câu lạc bộ          | Mùa giải            | Giải đấu            | Giải đấu | Giải đấu | Cúp quốc gia | Cúp quốc gia | Cúp liên đoàn | Cúp liên đoàn | Châu Âu | Châu Âu | Khác | Khác | Tổng cộng | Tổng cộng |
| Câu lạc bộ          | Mùa giải            | Hạng đấu            | Trận     | Bàn      | Trận         | Bàn          | Trận          | Bàn           | Trận    | Bàn     | Trận | Bàn  | Trận      | Bàn       |
| ------------------- | ------------------- | ------------------- | -------- | -------- | ------------ | ------------ | ------------- | ------------- | ------- | ------- | ---- | ---- | --------- | --------- |
| Ajax                | 2003–04             | Eredivisie          | 1        | 0        | 0            | 0            | —             | —             | 0       | 0       | —    | —    | 1         | 0         |
| Waalwijk (mượn)     | 2004–05             | Eredivisie          | 13       | 2        | 1            | 0            | —             | —             | —       | —       | —    | —    | 14        | 2         |
| Ajax                | 2005–06             | Eredivisie          | 24       | 3        | 4            | 1            | —             | —             | 5       | 0       | 0    | 0    | 33        | 4         |
| Ajax                | 2006–07             | Eredivisie          | 23       | 0        | 5            | 0            | —             | —             | 7       | 0       | 1    | 0    | 36        | 0         |
| Ajax                | 2007–08             | Eredivisie          | 18       | 0        | 0            | 0            | —             | —             | 3       | 0       | 1    | 0    | 21        | 0         |
| Ajax                | 2008–09             | Eredivisie          | 31       | 4        | 2            | 0            | —             | —             | 8       | 1       | —    | —    | 42        | 5         |
| Ajax                | Tổng cộng           | Tổng cộng           | 97       | 7        | 11           | 1            | —             | —             | 23      | 1       | 2    | 0    | 132       | 9         |
| Arsenal             | 2009–10             | Premier League      | 33       | 7        | 1            | 0            | 0             | 0             | 11      | 1       | —    | —    | 45        | 8         |
| Arsenal             | 2010–11             | Premier League      | 5        | 0        | 0            | 0            | 0             | 0             | 0       | 0       | —    | —    | 5         | 0         |
| Arsenal             | 2011–12             | Premier League      | 29       | 6        | 2            | 0            | 2             | 0             | 7       | 0       | —    | —    | 40        | 6         |
| Arsenal             | 2012–13             | Premier League      | 29       | 0        | 2            | 0            | 1             | 1             | 7       | 0       | —    | —    | 39        | 1         |
| Arsenal             | 2013–14             | Premier League      | 14       | 0        | 3            | 0            | 2             | 0             | 2       | 0       | —    | —    | 21        | 0         |
| Arsenal             | Tổng cộng           | Tổng cộng           | 110      | 13       | 8            | 0            | 5             | 1             | 27      | 1       | —    | —    | 150       | 15        |
| Barcelona           | 2014–15             | La Liga             | 1        | 0        | —            | —            | —             | —             | —       | —       | —    | —    | 1         | 0         |
| Barcelona           | 2015–16             | La Liga             | 10       | 1        | 5            | 0            | —             | —             | 3       | 0       | —    | —    | 20        | 1         |
| Barcelona           | 2017–18             | La Liga             | 14       | 0        | 5            | 0            | —             | —             | 1       | 0       | 0    | 0    | 20        | 0         |
| Barcelona           | 2018–19             | La Liga             | 9        | 0        | 1            | 0            | —             | —             | 2       | 0       | 0    | 0    | 12        | 0         |
| Barcelona           | Tổng cộng           | Tổng cộng           | 34       | 1        | 11           | 0            | —             | —             | 6       | 0       | 3    | 0    | 53        | 1         |
| Roma (mượn)         | 2016–17             | Serie A             | 9        | 0        | 0            | 0            | —             | —             | 3       | 0       | —    | —    | 12        | 0         |
| Vissel Kobe         | 2019                | J1 League           | 8        | 0        | 4            | 0            | 0             | 0             | —       | —       | —    | —    | 12        | 0         |
| Vissel Kobe         | 2020                | J1 League           | 14       | 0        | 0            | 0            | 0             | 0             | 7       | 0       | 1    | 0    | 22        | 0         |
| Vissel Kobe         | 2021                | J1 League           | 23       | 1        | 1            | 0            | 0             | 0             | —       | —       | —    | —    | 24        | 1         |
| Vissel Kobe         | Tổng cộng           | Tổng cộng           | 45       | 1        | 5            | 0            | 0             | 0             | 7       | 0       | 1    | 0    | 58        | 1         |
| Tổng cộng sự nghiệp | Tổng cộng sự nghiệp | Tổng cộng sự nghiệp | 308      | 24       | 36           | 1            | 5             | 1             | 66      | 2       | 5    | 0    | 420       | 28        |

1. ↑  Two appearances in UEFA Champions League and Five appearances in UEFA CUP
2. ↑  Two appearances in UEFA Champions League and One appearance in UEFA CUP
3. ↑  All appearances in UEFA Cup
4. 1 2 3 4

### Đội tuyển quốc gia
Tính đến 2 tháng 7 năm 2021. 
| Bỉ        | Bỉ   | Bỉ  |
| Năm       | Trận | Bàn |
| --------- | ---- | --- |
| 2006      | 6    | 0   |
| 2007      | 5    | 0   |
| 2008      | 5    | 0   |
| 2009      | 11   | 1   |
| 2010      | 4    | 0   |
| 2011      | 2    | 0   |
| 2012      | 7    | 0   |
| 2013      | 6    | 0   |
| 2014      | 1    | 0   |
| 2015      | 3    | 0   |
| 2016      | 8    | 0   |
| 2017      | 5    | 0   |
| 2018      | 8    | 0   |
| 2019      | 7    | 1   |
| 2021      | 7    | 0   |
| Tổng cộng | 85   | 2   |

### Bàn thắng quốc tế
Bàn thắng và kết quả của Bỉ được để trước.
| Bàn thắng cho đội tuyển quốc gia | Bàn thắng cho đội tuyển quốc gia | Bàn thắng cho đội tuyển quốc gia | Bàn thắng cho đội tuyển quốc gia | Bàn thắng cho đội tuyển quốc gia | Bàn thắng cho đội tuyển quốc gia | Bàn thắng cho đội tuyển quốc gia |
| #                                | Ngày                             | Địa điểm                         | Đối thủ                          | Bàn thắng                        | Kết quả                          | Giải đấu                         |
| -------------------------------- | -------------------------------- | -------------------------------- | -------------------------------- | -------------------------------- | -------------------------------- | -------------------------------- |
| 1.                               | 14 tháng 11 năm 2009             | Jules Ottenstadion, Ghent, Bỉ    | Hungary                          | 2–0                              | 3–0                              | Giao hữu                         |
| 2.                               | 9 tháng 9 năm 2019               | Hampden Park, Glasgow, Scotland  | Scotland                         | 2–0                              | 4–0                              | Vòng loại Euro 2020              |

## Danh hiệu

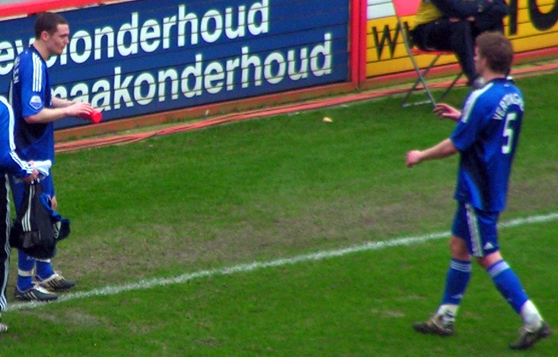
Vermaelen (trái) với Jan Vertonghen tại Ajax.

### Câu lạc bộ

#### Ajax
- Eredivisie: 2003–04
- KNVB Cup: 2005–06, 2006–07
- Johan Cruijff Shield: 2006, 2007

#### Arsenal
- FA Cup: 2013–14

#### Barcelona
- La Liga: 2014–15, 2015–16, 2017–18, 2018–19
- Copa del Rey: 2015–16, 2017–18
- UEFA Champions League: 2014–15
- UEFA Super Cup: 2015
- FIFA Club World Cup: 2015

#### Vissel Kobe
- Emperor's Cup: 2019 [34]
- Japanese Super Cup: 2020

### Quốc tế
- Hạng ba World Cup 2018

### Cá nhân
- PFA Premier League Team of the Year: 2009–10 [35]